# Maurice Banach
Maurice Banach (né le 9 octobre 1967 à Münster – mort le 17 novembre 1991 à Remscheid) fut un footballeur allemand d'origine américaine par son père, qui jouait au poste d'attaquant.

## Biographie

### Carrière
Durant sa jeunesse, Banach évolue d'abord dans le club du Preußen Münster avant de rejoindre l'équipe jeunes du Borussia Dortmund jusqu'à ce qu'à 17 ans, il signe son premier contrat professionnel avec le club. Il joue 14 matchs avec Dortmund jusqu'en 1988, et inscrit 2 buts.
À l'été 1988, Banach est transféré dans le club du SG Wattenscheid 09. En 1990, il devient le meilleur buteur de l'équipe et de la D2 avec 22 buts. Il attire donc l'attention du FC Cologne, qu'il rejoint en 1990, et où il joue jusqu'à la fin 1991. Ses deux derniers buts sont lors d'une victoire 4-1 contre le Fortuna Düsseldorf.
Une semaine plus tard, il joue son dernier match professionnel contre le FC Schalke 04, où il perd 3-0. 

### Mort
Le lendemain matin suivant ce match, Banach se tue dans un accident de voiture sur l'Autobahn près de Remscheid.

## Statistiques
- International :
  - 3 matchs pour l'équipe d'Allemagne espoirs

- Bundesliga :
  - 14 matchs ; 2 buts pour le Borussia Dortmund
  - 49 matchs ; 24 buts pour le FC Cologne

- 2. Bundesliga :
  - 69 matchs ; 32 buts pour le SG Wattenscheid 09

- Coupe d'Allemagne :
  - 7 matchs ; 5 buts pour le FC Cologne

- Coupe UEFA :
  - 6 matchs ; 1 but pour le FC Cologne

## Palmarès
- Finaliste de la Coupe d'Allemagne 1991